# Luminárias
Luminárias é um município brasileiro no sul do estado de Minas Gerais, pertencente à Região Geográfica Imediata de Lavras, na Região Geográfica Intermediária de Varginha. A cidade faz parte da rota da Estrada Real. Sua população recenseada em 2022 era de 5 586 pessoas.

## Geografia
Conforme a classificação geográfica mais moderna (2017) do IBGE, Luminárias é um município da Região Geográfica Imediata de Lavras, na Região Geográfica Intermediária de Varginha.

## História

### Nome
O nome se deve a Serra das Luminárias, que fica ao lado da cidade, segundo contam os mais antigos apareciam pontos luminosos nesta serra, estes de origem desconhecidas até hoje, daí ser este o nome da cidade.

### Fundação
Sua história remonta ao século XVIII, quando de seu primeiro núcleo de povoação. Nos anos de 1760 foi se constituindo como povoado por estar em uma rota considerada de abastecimento para viajantes pelo fato de localizar-se num ponto de confluência entre a região de São João del-Rei e o Sul de Minas. Em 1798, foi construída uma capela em honra a Nossa Senhora do Carmo, por iniciativa de D. Maria José do Espírito, capela essa que existe até hoje, popularmente denominada "Igreja Velha".

### Distrito
1840 - É criado, com o nome de "Carmo das Luminárias", incorporado ao município de Lavras do Funil;
1846 - Suprimido pela Lei 288, de 12 de março.
1850 - Restaurado, incorporado ao município de Lavras;
1944 - Desmembrado do município de Lavras e incorporado ao município de Itumirim;

### Freguesia
Em 03/7/1857 torna-se uma Freguesia.
Em 1873 torna-se denominada Freguesia de Nossa Senhora do Carmo das Luminárias, com a condição de que os habitantes instalassem ali uma escola de instrução primária.

### Emancipação
No mês de fevereiro do ano de 1948 é criada uma comissão pró-emancipação do Município, até então formada por membros dos partidos políticos União Democrática Nacional e PSD.[carece de fontes?]
No dia 27/12/1948 é emancipada através da Lei nº 336 assinada pelo Governador Milton Campos.

## Cultura

### Calendário Cultural Municipal
- Carnaval Tradicional
- 21/3 - Aniversário da E. E. "Professor Fábregas"[12]
- 03/5 - Aniversário da E. M. Francisco Diniz[13]
- 15/7 - Dia do Município[14], data em que, por ocasião da Festa da Padroeira Nossa Senhora do Carmo, comemora-se o Aniversário da Cidade e o Dia do Luminarense Ausente - aquele que é cidadão de coração mas não reside mais na cidade.
- 16/7 - Dia da Padroeira Nossa Senhora do Carmo
- 07/9 - Tradicional Desfile Cívico do Dia da Independência
- 12/10 - Tradicional Festa da Padroeira do Brasil Nossa Senhora Aparecida
- Dezembro - Iluminação especial da cidade em comemoração às festas de fim de ano em Luminárias, cidade das luzes
- 27/12 - Aniversário de Emancipação

## Educação

### Ensino fundamental
1. Escola Municipal Francisco Diniz
2. Escola Estadual Professor Fábregas[12]

### Ensino médio
1. Escola Estadual Professor Fábregas[12]

## Esporte
1. Luminárias Futebol Clube - LFC[15]

## Religião
A paróquia de Nossa Senhora do Carmo pertence à Diocese de São João del-Rei. A paróquia possui diversas manifestações tradicionais e devoções a vários santos e santas, como:
- Semana das Dores - Setenário das Dores de Maria
- Semana Santa
- Procissão Luminosa de Nossa Senhora do Carmo
- Ofício de Trevas
- Festa de Santo Antônio
- Festa de Nossa Senhora Aparecida
- Evangelizashow - Domingo de Páscoa